# Абисму-Гуй-Колет
Абисму-Гуй-Колет (порт. Abismo Guy Collet) — пещера на севере Бразилии, у границы с Венесуэлой. Пещера заложена в кварците одной из столовых гор (тепуи), но несмотря на это, вероятно, имеет карстовое происхождение. Глубина пещеры составляет 670,6 м, и это на сегодня глубочайшая пещера не только Бразилии, но и всей Южной Америки, а также глубочайшая пещера мира в кварцитах. Пещера была открыта и пройдена до сифона в 2006 году итальянской группой «Akakor Geographical Exploring».